# Мопс (прорицатель)
Мопс (др.-греч. Μόψος) — персонаж древнегреческой мифологии. Сын Ракия и Манто (либо сын Аполлона и Манто).
Прорицатель, родом  из Колофона. По словам Павсания, наследовал Ракию, основавшему первые критские колонии на колофонском побережье, и окончательно изгнал карийцев из внутренних районов страны. По версии Помпония Мелы, основал Колофон.
Согласно Страбону, после взятия Трои часть ахейцев во главе с Амфилохом и Калхантом двинулась по суше в Лидию, где правил Мопс. В состязании прорицателей Мопс победил Калханта, который, согласно поэту Каллину, умер в Кларе, а его люди во главе с Мопсом перешли Тавр и частью осели в завоёванной ими Памфилии, а частью двинулись дальше на восток в Киликию, Сирию и вплоть до Финикии.
Согласно Помпонию Меле, основал Фаселиду в Памфилии. Вместе с Амфилохом основал Малл в Киликии. Вступил в поединок с Амфилохом, оспаривая царскую власть, и они убили друг друга.
Их могилы показывали около Магарсов у реки Пирам (Джейхан) около Малла.
Согласно Ксанфу Лидийскому, был сыном Лида, предка лидийцев. Дойдя в своём восточном походе до Аскалона, он схватил сирийскую царицу (богиню) Атаргатис и её сына Ихтия и утопил их в Аскалонском озере (в гавани Аскалона). Николай Дамасский сообщает, что Мопс научил народ почитать богов.
Фрагмент из «Истории» этого автора, относящийся к Мопсу, сохранился в выписках императора Константина Багрянородного «Добродетели и пороки»:

Мокс Лидийский, сделавший много хорошего, свергнул тиранию Мелы. Согласно обету он предписал лидийцам отдавать богам десятину. Они повиновались и, производя учёт своему имуществу, отделяли от всего десятину и посвящали богам. После этого Лидию постигла сильная засуха, и люди обращались к оракулу. Много военных походов, говорят, предпринял Мокс, и слава о его храбрости и справедливости была у лидийцев величайшей. Совершив эти походы, он снова отправился против Краба и после длительной осады взял его и разрушил, а людей, так как они не признавали богов, отвёл к ближайшему озеру и утопил.— Exc. De virt., I, p. 338, 17
Имя Мопса или Мокса (Μόξος) носило множество географических пунктов в Малой Азии, а Памфилия, согласно Плинию Старшему, в древности называлась Мопсопией в честь завоевателя.
В хеттском «Тексте о Маддуваттасе», который датируют концом XV века до н. э., фигурирует западноанатолийский правитель Muksus, действовавший на территории будущих Лидии и Карии.
В надписи царя Аситавадды из Каратепе упоминается «Дом Мопса», правивший племенем dnnym, в котором ряд учёных видит гомеровских данайцев. Были попытки отождествить это племя с данауна египетских текстов — одним из народов моря, напавшим на Египет вместе с тевкрами и пеласгами, а Мопса представить предводителем крупного объединённого войска, ядро которого составляли ахейские греки, обрушившегося вместе с другими племенами на побережье Сирии и Палестины.
М. Эстур высказал предположение о том, что Мопс, сын Аполлона, был одним из божеств Западной Анатолии, включённом ахейскими греками в свой пантеон, и позднее считавшимся предком утвердившихся в Киликии династов. В надписи из Александрии Троянской после Аполлона Сминфейского и его сына Асклепия Спасителя следует группа родственных им божеств Моксинитов, что подкрепляет данную гипотезу.